# James Franco
James Edward Franco (Palo Alto, 19 de abril de 1978) é um ator, diretor, roteirista, comediante, produtor cinematográfico, escritor e professor norte-americano. É mais conhecido por interpretar Harry Osborn na trilogia Spider-Man, o traficante Saul Silver em Pineapple Express e o alpinista Aron Ralston em 127 Hours. Foi nomeado a quatro prêmios Globo de Ouro, dos quais ganhou dois, e recebeu uma nomeação aos Oscar por sua atuação em 127 Hours. James Franco é membro do grupo de comediantes Frat Pack.

## Primeiros anos
Franco nasceu em Palo Alto, Califórnia. Sua mãe, Betsy Lou (Verne), é uma poetisa, autora e editora, e seu pai, Douglas Eugene Franco, dirige uma agência sem fins lucrativos e uma empresa de contêiner. Os dois se conheceram quando eram alunos da Stanford University.
O pai de Franco é de ascendência portuguesa e sueca e a sua mãe é judia, sendo descendente de imigrantes russos (o sobrenome da família foi alterado de "Verovitz" para "Verne"). Seu avô paterno , Daniel Franco jr., era filho de portugueses (Daniel Franco e Eugenia),  sua avó paterna, Marjorie (Peterson) Franco, foi autora de livros adultos; Sua avó materna, Mitzi Levine Verne, dirige a Verne Art Gallery, uma galeria de arte de destaque em Cleveland. e foi membro ativo da National Council of Jewish Women.
Franco cresceu na Califórnia com seus dois irmãos mais novos, Dave (que também é ator) e Tom. Sendo talentoso em matemática, Franco estagiou na Lockheed Martin. Ele se formou na Palo Alto High School em 1996, onde atuou em peças de teatro.

Durante a adolescência, Franco chegou a ser detido várias vezes por beber quando ainda era menor, fazer grafitis e por fazer parte de um grupo que roubava perfumes e os vendia aos colegas da escola. Estas detenções levaram-no a ficar sob custódia do Estado e colocaram-no em risco de servir pena numa prisão juvenil. Porém, um juiz deu-lhe uma segunda oportunidade se ele tivesse boas notas, o que ele conseguiu fazer. Sobre os seus problemas com a lei, Franco disse:
Aquilo foi angústia adolescente. Não me sentia confortável na minha pele, era tímido. Consegui mudar mesmo a tempo de conseguir ter boas notas.
Depois de terminar o liceu, James matriculou-se na University of California, Los Angeles (UCLA) para estudar Inglês, mas desistiu no seu ano de calouro contra a vontade de seus pais para seguir a carreira de ator, tendo aulas de atuação com Robert Carnegie na Playhouse West. Enquanto estudava representação, James trabalhou no McDonald's para se sustentar, uma vez que os seus pais se recusaram fazê-lo depois de ele desistir da universidade.

## Carreira

### Primeiros trabalhos
Após pouco mais de um ano estudando atuação, foi selecionado para protagonizar o seriado Freaks and Geeks (1999), de curta duração devido a baixa audiência, mas foi bem recebido pela crítica. Franco descreveu a série como "uma das mais divertidas" experiências de trabalho que teve. Sua estreia no cinema se deu no mesmo ano, na comédia romântica Never Been Kissed, em que contracenou com Drew Barrymore.
No ano seguinte, entrou em mais uma comédia romântica, Whatever It Takes (2000), mas, desta vez, como protagonista, ao lado da sua então namorada, Marla Sokoloff. No ano seguinte, começou a se destacar ao conseguir o papel principal em James Dean, filme independente feito para a TV.  O ator viveu na pele a vida desregrada de James Dean, chegando a fumar dois maços de cigarros por dia, sendo que na época ele não fumava (mas começou então a fumar), além de aprender a tocar violão. O esforço foi reconhecido com um Globo de Ouro e nomeações para outros prêmios como Emmy Award e Screen Actors Guild Award (SAG).
A fama veio em 2002, com o blockbuster Homem Aranha, no qual interpretou o papel de Harry Osborn, filho do vilão Duende Verde (Willem Dafoe) e melhor amigo de Peter Parker. James chegou a ser falado para o papel principal, que acabou ficando para Tobey Maguire. O sucesso foi tal que, no mesmo ano, o segundo filme da trilogia foi rodado e chegou aos cinemas batendo recordes de bilheteria nos Estados Unidos.

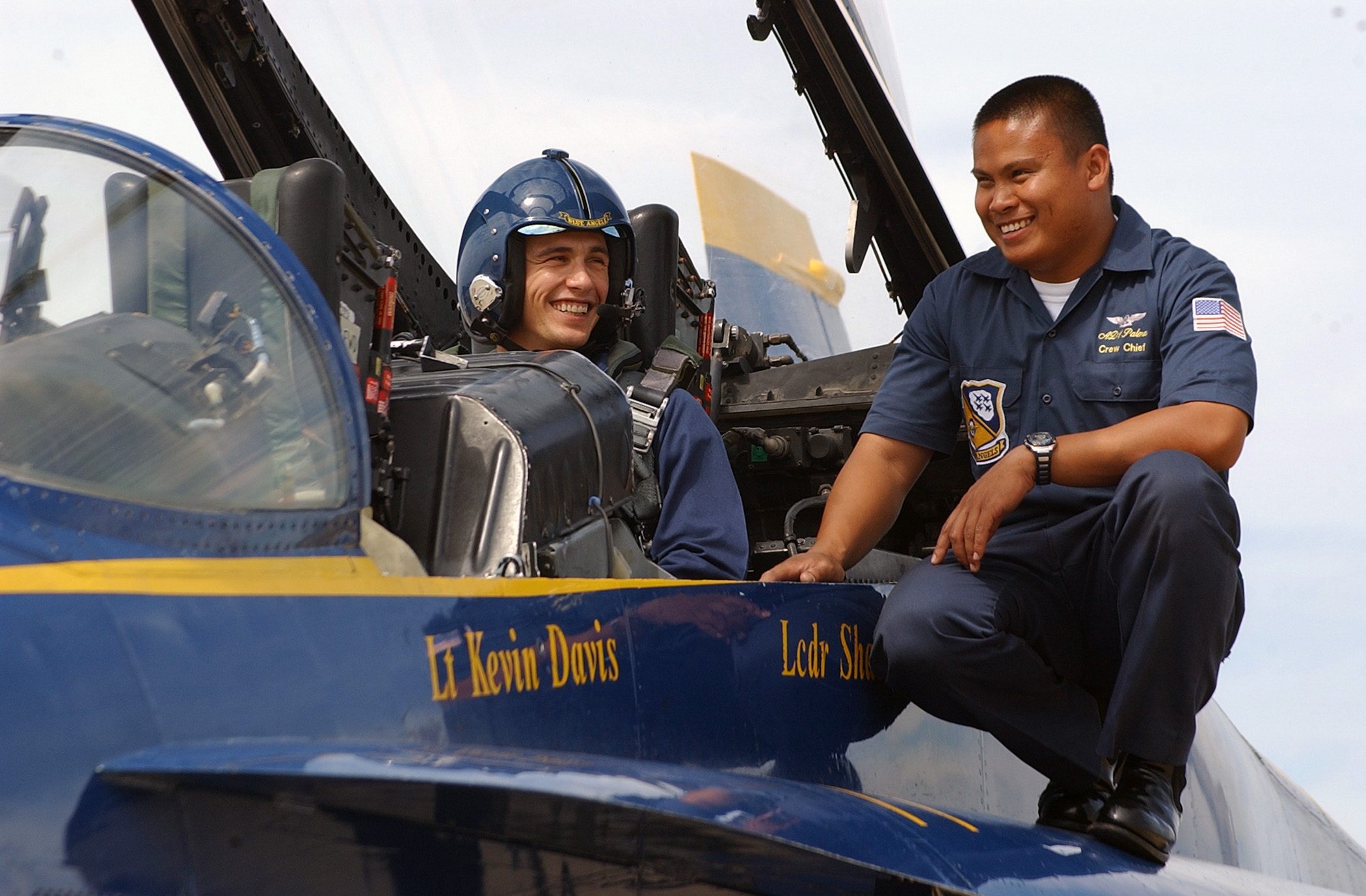
Franco, pouco antes de pilotar um avião para um filme, em agosto de 2006.

Ainda em 2002, fez o papel do filho drogado de Robert de Niro em City by the Sea (ele viveu nas ruas vários dias para entender melhor a personagem), e foi dirigido por Nicolas Cage em Sonny. De seguida entrou em The Company (2003) ao lado de Neve Campbell.
Dirigiu Fool’s Gold (2005), The Ape (2005) e Good Time Max (2008), sendo também o protagonista dos dois primeiros.
Em 2006, atuou em Annapolis, Tristão e Isolda e em Flyboys, todos de grande orçamento. Ao preparar-se para esses trabalhos, James chegou a aprender a pilotar aviões e a saltar de um cavalo para outro, entre outras façanhas. Porém, apesar do esforço para viver os três personagens, os filmes foram um fracasso de crítica e bilheteria. Ainda em 2006, ele fez uma participação especial na comédia romântica The Holiday.
Em 2007, ele voltou a interpretar Harry Osborn pela última vez em Homem-Aranha 3. Ao contrário dos filmes anteriores, que foram bem recebidos pela crítica, este recebeu críticas mistas.

### Regresso aos estudos e nova fase na carreira
Em 2006, depois de uma série de filmes fracassados e insatisfeito com a sua carreira, James decidiu voltar a estudar. Nesse ano matriculou-se num curso de Inglês na UCLA e foi autorizado a inscrever-se em mais aulas do que o permitido conseguindo se formar no tempo recorde de apenas dois anos e com uma média de 3,5 (a nota máxima é 4,0). Enquanto estudava, o ator interpretou um traficante de maconha em Pinapple Express e o namorado de Harvey Milk (Sean Penn), Scott Smith em Milk (2008).
As duas atuações foram bem avaliadas pela crítica e renderam prêmios menores do cinema americano.

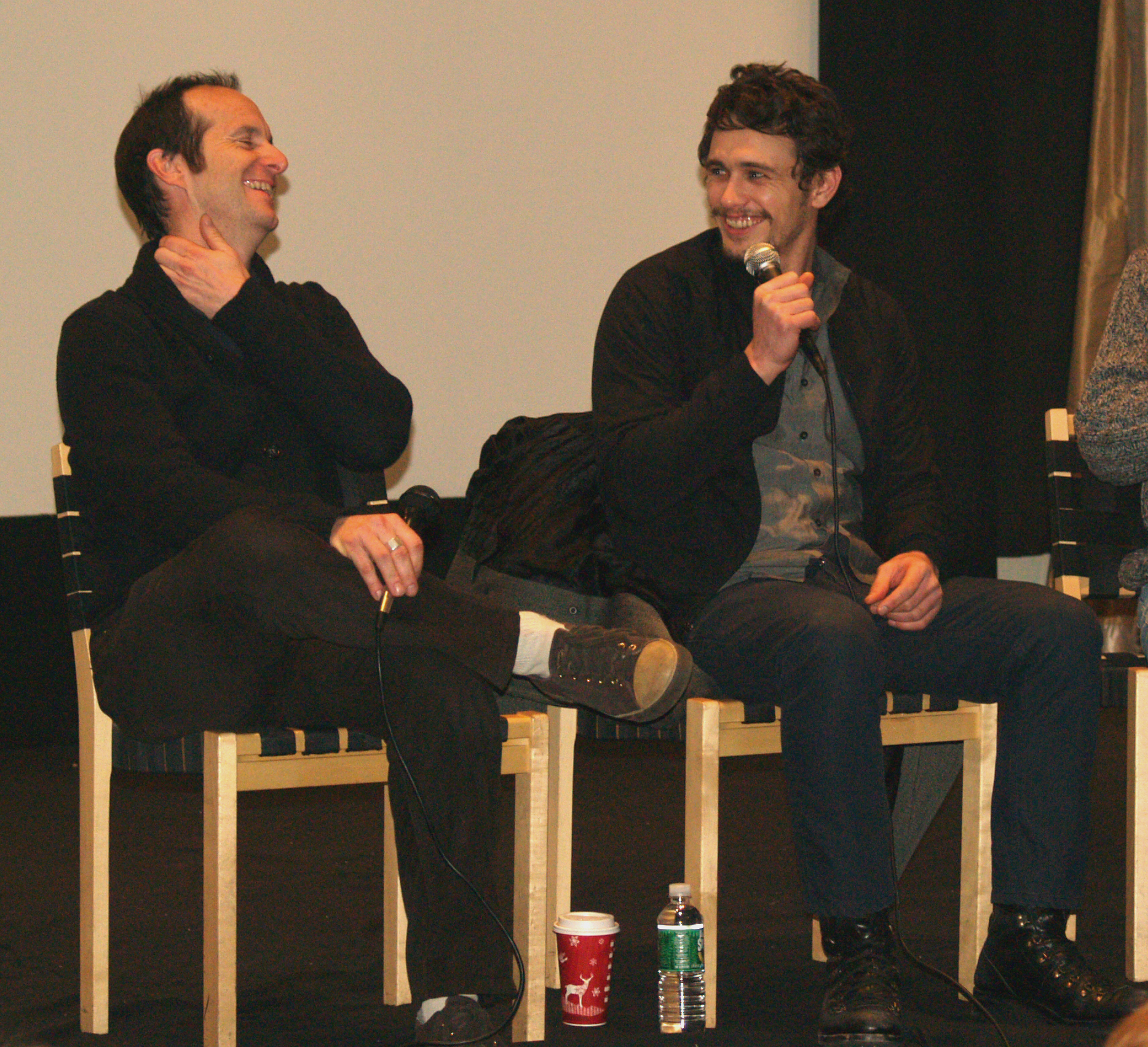
Franco com Denis O'Hara discutindo Milk em 8 de Dezembro de 2008.

Ao terminar a faculdade, James foi morar em Nova York, onde realizou uma maratona intelectual e profissional. Além de fazer um mestrado em Literatura na Universidade de Columbia, o ator estudou cinema na Universidade de Nova York, ficção no Brooklin College e poesia no Warren Wilson College. Não contente, James iniciou um doutorado na Universidade Yale, de onde sairá com o título de PhD em língua inglesa.
Enquanto o ator investia em sua formação profissional e intelectual, era eleito um dos homens mais sexies do mundo pela revista People e por outras publicações menores. Bonito e famoso, não demorou para uma grande marca contratá-lo, em 2008 ele foi nomeado o novo rosto da linha de fragrância masculina da Gucci.
Em 2009, o ator voltou a trabalhar na televisão, na telenovela General Hospital, um dos programas mais antigos da TV americana, ao mesmo tempo que produzia e dirigia um documentário sobre o humorístico Saturday Night Live, do qual já participou.

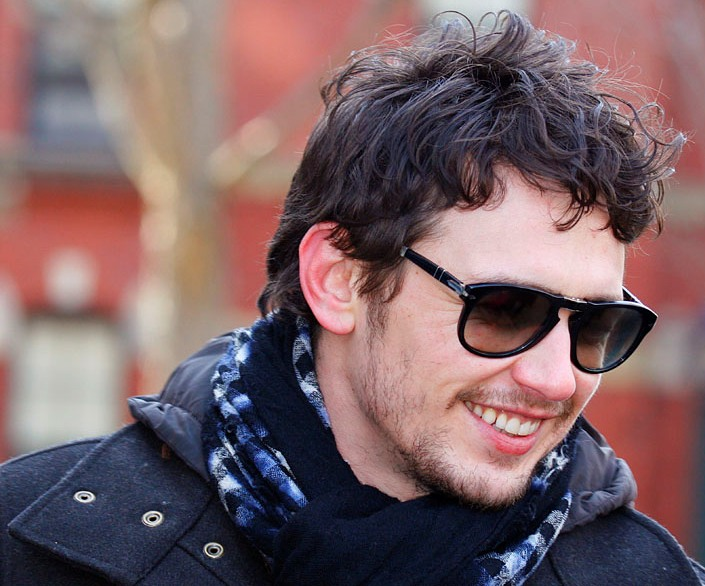
James Franco em fevereiro de 2009

Franco fez uma participação no sitcom 30 Rock onde interpretou ele mesmo e tinha um romance falso com Jenna Maroney (Jane Krakowski) em um esquema inventado pelos seus respectivos agentes.
No ano seguinte, interpretou o poeta Allen Ginsberg em Howl, e o namorado mais novo da protagonista de Eat Pray Love.
Em 2010, o ator foi bastante elogiado ao protagonizar 127 Horas, cujo drama é sobre um alpinista que fica com o braço preso por uma rocha dentro da fenda de uma montanha por mais de cinco dias. Sua performance lhe rendeu indicações para a maioria dos prêmios mais importantes, como Oscar, Globo de Ouro e SAG e acabou ganhando um Independent Spirit Award.
Em 2011 atuou ao vivo na Broadway ao lado de Nicole Kidman em Sweet Bird of Youth. Nesse ano, participou ainda na comédia Your Highness, com Natalie Portman e Danny McBride e Rise of the Apes, um filme que pertence à série Planeta dos Macacos.
Em fevereiro desse ano, apresentou a 83.ª cerimônia de entrega do Oscar ao lado da atriz Anne Hathaway. A forma como James apresentou a cerimónia foi bastante críticada e gerou rumores de que ele estava sob efeito de drogas. No entanto, o representante do ator desmentiu esses rumores e afirmou que o ator parecia "apagado" porque estava exausto por ter de viajar várias vezes entre Nova Iorque e Los Angeles para conciliar os estudos com os ensaios para a cerimónia.

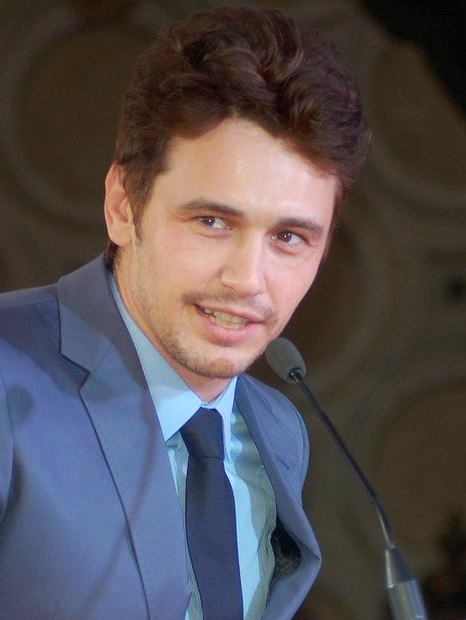
James Franco na cerimónia de inauguração da sua estrela no Passeio da Fama em 2013.

Em 2013, James foi um dos protagonistas de Spring Breakers, um drama criminal onde interpreta Alien, um rapper e gangster que apresenta quatro amigas a um mundo de crime. O filme esteve em competição para o Leão de Ouro no Festival Internacional de Cinema de Veneza e o estúdio fez campanha para que James fosse nomeado para os Óscares, mas sem sucesso. No mesmo ano, participou no biopic Lovelace, baseado na vida da atriz pornográfica Linda Lovelace, onde interpretou Hugh Hefner e protagonizou o filme de fantasia Oz the Great and Powerful, uma prequela de The Wizard of Oz que se centra na história do feiticeiro. Protagonizou ainda o filme Palo Alto, baseado no romance que o próprio escreveu e This is the End, onde interpreta uma versão satírica dele próprio. Ainda nesse ano, teve papéis mais secundários em Homefront (protagonizado por Jason Statham) e Child of God, para além de ter participado em dois episódios da segunda temporada da série de comédia The Mindy Project.
Em 2014, estreou-se na Broadway com a peça Of Mice and Men de John Steinbeck. No mesmo ano, estreou a controversa comédia The Interview, que James protagoniza com Seth Rogen. James interpreta o papel de Dave Skylark, o apresentador de um programa de celebridades que consegue uma entrevista com o líder da Coreia do Norte, Kim Jong-un. O filme causou um problema diplomático entre os Estados Unidos e a Coreia do Norte, que o considerou "um ataque terrorista em espírito". The Interview também esteve na origem de um ataque informático à Sony Pictures.
Em 2015, dois filmes que contam com a participação de Franco estrearam no Festival de Cinema de Sundance: I Am Michael, onde interpreta um ativista dos direitos homossexuais que acaba por rejeitar a sua homossexualidade e torna-se num pastor cristão conservador; e True Story, onde interpreta Christian Longo, um homem que esteve na lista dos homens mais procurado do FBI pelo homicídio da sua mulher e dos três filhos e que viveu vários anos com a identidade de Michael Finkel, um jornalista interpretado por Jonah Hill. O filme é baseado em factos reais.
Em 2016, protagonizou a minissérie 11.22.63, baseada no livro homónimo de Stephen King. James interpreta Jake Epping, um professor de Inglês que recebe a oportunidade de viajar no tempo com o objetivo de tentar travar o assassinato de John F Kennedy.

### Projetos pessoais como roteirista, diretor e produtor
James Franco já trabalhou em vários projetos, a maioria filmes independentes sem grandes espectadores, como roteirista, diretor e produtor e protagonista. O seu primeiro trabalho nestas capacidades foi The Ape, uma comédia dramática sobre um escritor que, à beira de um colapso mental, se muda para um apartamento habitado por um macaco falante. Seguiram-se Fool's Gold (2005), Good Time Max (2007), The Broken Tower (2011), Interior. Leather Bar. (2013), As I Lay Dying (2013), Child of God (2013), The Sound and the Fury (2014) e I Think You're Totally Wrong: A Quarrel. Dirigiu e escreveu também os filmes Sal (2011) e Bukowski (2013), mas não participou nos mesmos como ator.

### Outros projetos
Em 2011, estreou na Gagosian Gallery em Beverly Hills, uma exposição com 12 horas de material inédito do filme My Own Private Idaho, incluindo cenas deletadas, cenas alternativas e bastidores. "Unfinished" foi dirigido por James Franco e Gus Van Sant e ficou em exposição até 9 de abril de 2011.
Ele também produziu um romance como trabalho de conclusão da faculdade e publicou recentemente um livro de contos, “Palo Alto”, que recebeu críticas negativas e positivas.
James ainda pinta desde pequeno, tendo feito sua primeira exposição em 2006. Franco pode ser visto pintando em uma cena de Spider-Man 3. Ele lançou sua primeira exposição de arte na Europa 2011, no Peres Projects, em Berlim.

## Vida pessoal
Namorou a atriz Marla Sokoloff, sua colega de elenco no filme Whatever It Takes de 1999 até 2004.
Mesmo tendo uma namorada fixa há alguns anos, após fazer o seu terceiro papel de homossexual no cinema, vem respondendo à polêmica sobre sua sexualidade.
 com inteligência e bom humor, sem negar e confirmar especulações, tendo inclusive participado de 2 ensaios com carga homoerótica: um ensaio em vídeo para o jornal New York Times chamado Actors Acting e de um ensaio fotográfico para a revista Candy.
Durante uma entrevista a Newsweek com os indicados ao Oscar 2011, Franco admitiu ter feito um vídeo de sexo caseiro aos 19 anos, mas que não gostou do resultado.
O ator é abstêmio (ou seja, não bebe) e dorme muito pouco, pois considera o sono como "perda de tempo". As pessoas próximas o descrevem como extremamente inteligente e capaz de realizar várias tarefas diferentes ao mesmo tempo. Nos bastidores de Hollywood, o ator é conhecido por estar sempre lendo clássicos nos intervalos das filmagens.
James foi aconselhado pela  atriz Kirsten Dunst, colega de elenco de Homem-Aranha a ser voluntário na Art of Elysium, que ajuda as crianças com sérios problemas de saúde. James estava em um momento da vida em que queria ajudar os outros, mas não sabia o que fazer. "Kirsten me contou: 'Você sabe que eu sou voluntária com este grupo chamado Art of Elysium..." e me convidou para ajudá-los. Foi engraçado porque eu estava fazendo terapia naquele momento... Respondi que eu só iria onde eu poderia realmente ajudar, mas não sabia o que realmente poderia fazer. Então, eu fui e comecei o voluntariado no hospital. Essa experiência realmente salvou minha vida."

### Controvérsias
Em 2019, cinco mulheres acusaram James Franco de cometer assédio sexual. Segundo elas, ele teria aberto uma escola de atuação em Nova York com o objetivo de atrair mulheres para fins sexuais. Franco sofreu boicote quando foi acusado de assediar sexualmente pelo menos cinco mulheres, tendo sido removido digitalmente da capa da revista Vanity Fair, e sendo ignorado em vários eventos, como o SAG Awards e o Oscar. Franco chegou a admitir que manteve relações sexuais com alunas, mas negou tê-las assediado e aberto a sua extinta escola de atuação em Nova York para fins sexuais. Ele também defende que não há clareza nas acusações, e afirmou que, caso tenha feito algo errado, irá consertar.

## Filmografia

### Cinema
| Ano  | Título                                            | Título em português                                                                | Papel                           | Obs. |
| ---- | ------------------------------------------------- | ---------------------------------------------------------------------------------- | ------------------------------- | --- |
| 1998 | 1973                                              |                                                                                    | Greg                            | Filme para a TV |
| 1999 | To Serve and Protect                              |                                                                                    | Matt Carr                       | Filme para a TV |
| 1999 | Freaks And Geeks                                  |                                                                                    | Daniel Desario                  | Série de Televisão |
| 1999 | Never Been Kissed                                 | br/pt: Nunca Fui Beijada                                                           | Jason Way                       | |
| 2000 | At Any Cost                                       |                                                                                    | Mike                            | |
| 2000 | If Tomorrow Comes                                 |                                                                                    | Devin                           | |
| 2000 | Whatever It Takes                                 | br: Correndo atrás                                                                 | Chris Campbell                  | |
| 2001 | Mean People Suck                                  |                                                                                    | Casey                           | |
| 2001 | Some Body                                         |                                                                                    | Terceiro sujeito do apartamento | Não-creditado |
| 2001 | James Dean                                        |                                                                                    | James Dean                      | |
| 2002 | Blind Spot                                        |                                                                                    | Danny                           | |
| 2002 | Mother Ghost                                      |                                                                                    | Skatista                        | |
| 2002 | Sonny                                             |                                                                                    | Sonny Phillips                  | edição limitada |
| 2002 | City by the Sea                                   | br: O Último Suspeito                                                              | Joey                            | Chlotrudis Award de melhor ator coadjuvante |
| 2002 | Spider-Man                                        | br/pt: Homem-Aranha                                                                | Harry Osborn                    | |
| 2002 | Deuces Wild                                       | br/pt: Ruas Selvagens                                                              | Tino                            | |
| 2003 | The Company                                       |                                                                                    | Josh                            | |
| 2004 | Spider-Man 2                                      | br/pt: Homem-Aranha 2                                                              | Harry Osborn                    | |
| 2005 | The Ape                                           | br: Eu, Eu Mesmo e o Macaco                                                        | Harry Walker                    | |
| 2005 | The Great Raid                                    |                                                                                    | Capitão Prince                  | |
| 2005 | Fool's Gold                                       |                                                                                    | Brent                           | Também roteirista e diretor |
| 2006 | Grasshopper                                       |                                                                                    | Travis                          | Curta-metragem |
| 2006 | Tristan & Isolde                                  | br: Tristão e Isolda                                                               | Tristão                         | |
| 2006 | Annapolis                                         | pt: Annapolis - Paixão e Glória                                                    | Jake Huard                      | |
| 2006 | The Wicker Man                                    | br: O Sacrifício pt: O Escolhido                                                   | Primeiro sujeito no bar         | |
| 2006 | Flyboys                                           |                                                                                    | Blaine Rawlings                 | |
| 2006 | The Dead Girl                                     |                                                                                    | Derek                           | |
| 2006 | The Holiday                                       | br: O Amor não Tira Férias                                                         | Ele próprio                     | Não-creditado |
| 2007 | Spider-Man 3                                      | br/pt: Homem-Aranha 3                                                              | Harry Osborn / New Goblin       | |
| 2007 | Knocked Up                                        | br: Ligeiramente Grávidos pt: Um Azar do Caraças                                   | Ele próprio                     | Não-creditado |
| 2007 | In the Valley of Elah                             | br: No Vale das Sombras pt: No Vale de Elah                                        | Sargento Dan Carnelli           | |
| 2007 | Finishing the Game                                |                                                                                    | Dean Silo/"Rob Force"           | |
| 2007 | An American Crime                                 | br: Um Crime Americano                                                             | Andy                            | |
| 2007 | Interview                                         |                                                                                    | Namorado no telefone            | |
| 2007 | Camille                                           | br: Camille - Um Amor do Outro Mundo                                               | Silas Parker                    | |
| 2007 | Good Time Max                                     |                                                                                    | Max Verbinski                   | Também roteirista e diretor |
| 2008 | Pineapple Express                                 | br: Segurando as Pontas pt: Alta Pedrada                                           | Saul Silver                     | Prêmio da Sociedade de Críticos de Cinema de Detroit de melhor ator coadjuvante Globo de Ouro de melhor ator em comédia ou musical MTV Movie Award de melhor performance de comédia MTV Movie Award de melhor luta |
| 2008 | Nights in Rodanthe                                | br: Noites de Tormenta pt: O Sorriso das Estrelas                                  | Dr. Mark Flanner                | Não-creditado |
| 2008 | Milk                                              | br: Milk - A Voz da Igualdade                                                      | Scott Smith                     | |
| 2010 | Shadows & Lies                                    |                                                                                    | William Vincent                 | |
| 2010 | Date Night                                        | br: Uma Noite Fora de Série pt: Uma Noite Atribulada                               | Thomas Tripplehorn/ Felton      | |
| 2010 | Eat Pray Love                                     | br: Comer, Rezar, Amar pt: Comer Orar Amar                                         | David                           | |
| 2010 | Howl                                              |                                                                                    | Allen Ginsberg                  | |
| 2010 | 127 Hours                                         | br/pt: 127 Horas                                                                   | Aron Ralston                    | |
| 2011 | The Green Hornet                                  | br: O Besouro Verde                                                                | Danny "Crystal" Clear           | Participação não-creditada |
| 2011 | Your Highness                                     | br/pt: Sua Alteza                                                                  | Fabious                         | Prêmio Framboesa de Ouro de pior ator coadjuvante |
| 2011 | The Broken Tower                                  |                                                                                    | Hart Crane                      | Também diretor, roteirista, editor e produtor |
| 2011 | Sal                                               |                                                                                    | Milton Katselas                 | Também roteirista e diretor |
| 2011 | Rise of the Planet of the Apes                    | br/pt: Planeta dos Macacos: A Origem                                               | Will Rodman                     | |
| 2012 | Maladies                                          |                                                                                    | James                           | Também produtor |
| 2012 | The Stare                                         |                                                                                    | Tyrone                          | Também produtor |
| 2012 | Cherry                                            |                                                                                    | Frances                         | |
| 2012 | The Apocalypse                                    |                                                                                    | James Franco                    | |
| 2012 | The Iceman                                        |                                                                                    | Marty                           | |
| 2012 | Lovelace                                          |                                                                                    | Hugh Hefner                     | |
| 2013 | Oz: The Great and Powerful                        | Oz: Mágico e Poderoso                                                              | Oscar Diggs/Mágico de Oz        | |
| 2013 | Spring Breakers                                   | br: Spring Breakers - Garotas Perigosas pt: Spring Breakers - Viagem de Finalistas | Alien                           | |
| 2013 | This is the End                                   | br: É o Fim                                                                        | Ele mesmo                       | |
| 2013 | Homefront                                         | br: Linha de Frente                                                                | Gator Bodine                    | |
| 2014 | Veronica Mars                                     | br: Veronica Mars                                                                  | Ele mesmo                       | |
| 2014 | Palo Alto                                         |                                                                                    | Mr. B                           | |
| 2014 | The Interview                                     | br: A Entrevista                                                                   | Dave Skylark                    | |
| 2015 | Don Quixote: The Ingenious Gentleman of La Mancha |                                                                                    | Passamonte                      | |
| 2015 | True Story                                        |                                                                                    | Christian Longo                 | |
| 2015 | Yosemite                                          |                                                                                    | Phil                            | |
| 2015 | I Am Michael                                      |                                                                                    | Michael Glatze                  | |
| 2015 | Queen of the Desert                               |                                                                                    | Henry Cadogan                   | |
| 2015 | Every Thing Will Be Fine                          |                                                                                    | Tomas Eldan                     | |
| 2015 | A Walk in the Winter                              |                                                                                    | Conrad                          | Curta-metragem |
| 2015 | Wild Horses                                       |                                                                                    | Ben Briggs                      | |
| 2015 | The Adderall Diaries                              |                                                                                    | Stephen Elliott                 | |
| 2015 | Le Petit Prince                                   |                                                                                    | A Raposa                        | Voz (versão inglesa) |
| 2015 | Memoria                                           |                                                                                    | Mr. Wyckoff                     | |
| 2015 | The Night Before                                  | br: Sexo, Drogas e Jingle Bells pt: A Última Noitada                               | Ele mesmo                       | |
| 2015 | Richard Peter Johnson                             |                                                                                    | James Franco                    | |
| 2016 | Goat                                              |                                                                                    | Mitch                           | |
| 2016 | Sausage Party                                     |                                                                                    | Druggie                         | Voz |
| 2016 | The Fixer                                         |                                                                                    | Lindsay                         | |
| 2016 | King Cobra                                        |                                                                                    | Joe                             | |
| 2016 | In Dubious Battle                                 |                                                                                    | Mac                             | |
| 2016 | Zeroville                                         |                                                                                    | Vikar                           | |
| 2016 | Actors Anonymous                                  |                                                                                    | Jake Lamont                     | |
| 2016 | Why Him?                                          | br: Tinha de Ser Ele? pt: Porquê ele?                                              | Laird Mayhew                    | |
| 2017 | The Vault                                         |                                                                                    | Ed Maas                         | |
| 2017 | The Disaster Artist                               | br: O Artista do Desastre                                                          | Tommy Wiseau                    | |
| 2017 | The Institute                                     |                                                                                    | Dr. Cairn                       | |
| 2017 | The Heyday of the Insensitive Bastards            |                                                                                    | Conrad                          | |
| 2017 | Kill the Czar                                     |                                                                                    | Conrad                          | |
| 2017 | Black Dog, Red Dog                                |                                                                                    | Leo                             | |
| 2017 | The Long Home                                     |                                                                                    | Dallas Hardin                   | |
| 2017 | Blood Surf                                        |                                                                                    | Metalhead Troy                  | |
| 2017 | Alien: Covenant                                   |                                                                                    | Capitão Branson                 | |
| 2017 | The Vault                                         |                                                                                    | Ed Maas                         | |
| 2018 | Kin                                               |                                                                                    | Taylor Balik                    | |
| 2019 | Zeroville                                         |                                                                                    | Vikar                           | |

### Televisão
| Ano         | Título                           | Papel                     | Obs.                                 |
| ----------- | -------------------------------- | ------------------------- | ------------------------------------ |
| 1997        | Pacific Blue                     | Brian                     |                                      |
| 1999        | Profiler                         | Stevie                    | Episódio: "Three Carat Crisis"       |
| 1999–2000   | Freaks and Geeks                 | Daniel Desario            |                                      |
| 2001        | The X-Files                      | Policial nº.2             |                                      |
| 2009–2012   | General Hospital                 | Franco                    | 54 episódios                         |
| 2010        | 30 Rock                          | Ele próprio               | Episódio: "Klaus and Greta"          |
| 2012        | Hollywood Heights                | Osbourne Silver           | 6 episódios                          |
| 2012        | FCU: Fact Checkers Unit          | James                     | Episódio: "James Franco is Preggers" |
| 2013        | The Mindy Project                | Paul Leotard              | 2 episódios                          |
| 2014 - 2016 | Making a Scene with James Franco | Vários papéis             |                                      |
| 2016        | 11.22.63                         | Jake Epping/Jake Amberson |                                      |
| 2016        | Angie Tribeca                    | Sgt. Pepper               |                                      |

## Prêmios e indicações

### Oscar
| Ano  | Categoria   | Filme     | Notas    |
| ---- | ----------- | --------- | -------- |
| 2011 | Melhor ator | 127 Hours | Indicado |

### Primetime Emmy Award
| Ano  | Categoria                             | Filme      | Notas    |
| ---- | ------------------------------------- | ---------- | -------- |
| 2002 | Ator principal em minissérie ou filme | James Dean | Indicado |

### Globo de Ouro
| Ano  | Categoria                          | Filme                 | Notas    |
| ---- | ---------------------------------- | --------------------- | -------- |
| 2002 | Melhor ator em minissérie ou filme | James Dean            | Venceu   |
| 2008 | Melhor ator em comédia ou musical  | Pineapple Express     | Indicado |
| 2011 | Melhor ator em filme de drama      | 127 hours             | Indicado |
| 2018 | Melhor ator em comédia ou musical  | "The Disaster Artist" | Venceu   |

### SAG Awards
| Ano  | Categoria                          | Filme      | Notas    |
| ---- | ---------------------------------- | ---------- | -------- |
| 2002 | Melhor ator em minissérie ou filme | James Dean | Indicado |
| 2011 | Melhor ator em cinema              | 127 hours  | Indicado |

### BAFTA
| Ano  | Categoria   | Filme     | Notas    |
| ---- | ----------- | --------- | -------- |
| 2011 | Melhor ator | 127 Hours | Indicado |

### Saturn Award
| Ano  | Categoria   | Filme        | Notas    |
| ---- | ----------- | ------------ | -------- |
| 2007 | Melhor luta | Spider Man 3 | Indicado |

### MTV Movie Award
| Ano  | Categoria                     | Filme             | Notas    |
| ---- | ----------------------------- | ----------------- | -------- |
| 2007 | Melhor luta com Tobey Maguire | Spider Man 3      | Indicado |
| 2008 | Melhor Performance de Comédia | Pineapple Express | Indicado |
| 2008 | Melhor luta                   | Pineapple Express | Indicado |
| 2008 | Melhor beijo                  | Milk              | Indicado |

### Chlotrudis Awards
| Ano  | Categoria               | Filme           | Notas    |
| ---- | ----------------------- | --------------- | -------- |
| 2002 | Melhor ator coadjuvante | City by the Sea | Indicado |

### Satellite Awards
| Ano  | Categoria                                 | Filme | Notas    |
| ---- | ----------------------------------------- | ----- | -------- |
| 2009 | Melhor Ator Coadjuvante em Filme de Drama | Milk  | Indicado |

### Independent Spirit Awards
| Ano  | Categoria               | Filme     | Notas  |
| ---- | ----------------------- | --------- | ------ |
| 2009 | Melhor ator coadjuvante | Milk      | Venceu |
| 2011 | Melhor ator             | 127 Hours | Venceu |

### Sierra Award
| Ano  | Categoria   | Filme     | Notas  |
| ---- | ----------- | --------- | ------ |
| 2011 | Melhor ator | 127 Hours | Venceu |

### COFCA Award
| Ano  | Categoria   | Filme     | Notas  |
| ---- | ----------- | --------- | ------ |
| 2011 | Ator do ano | 127 Hours | Venceu |
| 2011 | Melhor ator | 127 Hours | Venceu |

### Outras premiações
- Ganhou o prêmio "Stoner of the year" de 2009 concedido pelas revistasHigh Times, especializada em cultura canábica.[91]

## Discografia

### Álbuns
- 2011: "Turn It Up (feat. James Franco) - EP" - em colaboração com Kalup Linzy
- 2012: "MotorCity" EP - with Tim O'Keefe, as the duo "Daddy"

### Músicas em outros Álbuns
- 2013: "Hanging With Da Dopeboys" - feat. DangeRuss no álbum "Spring Breakers (Music from the Motion Picture)"
- 2013: "I Love You" - feat. Kalup Linzy no álbum "Romantic Loner"